# کشتار ۱۴۰۱ جوانرود
کشتار ۱۴۰۱ جوانرود، ۳۰ آبان، در جریان خیزش سراسری اتفاق افتاد. این کشتار که با حمله نیروهای امنیتی جمهور اسلامی به مراسم خاکسپاری دو تن از کشته‌شدگان اعتراضات جوانرود شروع شد، با شلیک مستقیم و رگبار گلوله‌های جنگی با تیربار دوشکا توسط نیروهای حکومتی در خیابان فرهنگان و میدان فلسطین این شهر ادامه یافت.

## پیش‌زمینه
چند هزار نفر از مردم این شهر در روز سی‌ام آبان برای خاک‌سپاری جوان ۱۶ ساله بهاالدین ویسی و عرفان کاکایی دبیر ورزش ۵۰ ساله که شامگاه ۲۹ آبان با شلیک مستقیم مأموران کشته شده بودند، در گورستان شهر حضور یافتند و اندکی بعد مأموران امنیتی و انتظامی به سوی مردم معترض تیراندازی کردند.

## پیامدها
در این کشتار دست کم پنج نفر کشته و بیش از ۱۰ نفر بر اثر تیراندازی نیروهای سپاه به سوی مردم در جوانرود مجروح شدند. مجروحان به حدی بود که بیمارستان جوانرود با کمبود خون رو به رو شد و جمعیتی انبوه در مقابل بیمارستان این شهر برای اعطای خون داوطلب شده بودند.

## مراسم یادبود چهلم
عرفان کاکایی، بهاالدین ویسی، تحسین میری، مسعود تیموری، جمال اعظمی، جوهر فتاحی و اسماعیل گل‌عنبر در اعتراضات روزهای ۲۹ و ۳۰ آبان در جوانرود با شلیک نیروهای امنیتی کشته شدند. مراسم چهلم آنها ۱۰ دی ۱۴۰۱ در آرامستان «حاجی ابراهیم» جوانرود برگزار شد و معترضان شعار «مرگ بر دیکتاتور» و «شهید نمی‌میرد» سردادند. نیروهای امنیتی برای متفرق کردن مردم از گاز اشک‌آور استفاده کردند و برهان الیاسی، در جریان اعتراضات این روز توسط نیروهای سپاه پاسداران کشته شد.